# Белтон (Південна Кароліна)
Белтон (англ. Belton) — місто (англ. city) в США, в окрузі Андерсон штату Південна Кароліна. Населення — 4335 осіб (2020).

## Географія
Белтон розташований за координатами 34°31′28″ пн. ш. 82°29′40″ зх. д. / 34.52444° пн. ш. 82.49444° зх. д. (34.524494, -82.494348).  За даними Бюро перепису населення США в 2010 році місто мало площу 9,98 км², з яких 9,95 км² — суходіл та 0,03 км² — водойми.

## Демографія
Згідно з переписом 2010 року, у місті мешкали 4134 особи в 1787 домогосподарствах у складі 1100 родин. Густота населення становила 414 осіб/км².  Було 2063 помешкання (207/км²).
Расовий склад населення:
| - 80,7 % — білих - 16,6 % — чорних або афроамериканців - 0,3 % — азіатів - 0,2 % — корінних американців |

До двох чи більше рас належало 1,8 %. Частка іспаномовних становила 1,9 % від усіх жителів.
За віковим діапазоном населення розподілялося таким чином: 23,3 % — особи молодші 18 років, 58,6 % — особи у віці 18—64 років, 18,1 % — особи у віці 65 років та старші. Медіана віку мешканця становила 40,8 року. На 100 осіб жіночої статі у місті припадало 84,8 чоловіків;  на 100 жінок у віці від 18 років та старших — 79,1 чоловіків також старших 18 років.
Середній дохід на одне домашнє господарство  становив 40 617 доларів США (медіана — 31 778), а середній дохід на одну сім'ю — 49 635 доларів (медіана — 37 230). Медіана доходів становила 34 290 доларів для чоловіків та 28 112 долари для жінок. За межею бідності перебувало 18,1 % осіб, у тому числі 24,1 % дітей у віці до 18 років та 11,7 % осіб у віці 65 років та старших.
Цивільне працевлаштоване населення становило 1641 особа. Основні галузі зайнятості: освіта, охорона здоров'я та соціальна допомога — 21,7 %, роздрібна торгівля — 20,2 %, виробництво — 15,3 %.